# Джули Пауъл
Джули Пауъл (на английски: Julie Powell) е американска писателка на бестселъри в жанра мемоаристика.

## Биография и творчество
Джулия Ан Фостър Пауъл е родена на 20 април 1973 г. в Остин, Тексас, САЩ. Учи в „Амхърст Колидж“ в Амхърст, Масачузетс, който завършва през 1995 г. с двойна специалност по драматургия и творческо писане. След дипломирането си работи на различни временни работни места в Ню Йорк, включително и като секретарка в „Lower Manhattan Development Corporation“. Омъжва се за Ерик Пауъл, редактор за списание „Археология“.
Докато работи за „LMDC“, през август 2002 г. започва личния си „Джули/Джулия проект“, в който решава да сготви всичките рецепти по книгата на Джулия Чайлд – „Да овладееш изкуството на френската кухня“ – 524 рецепти за 365 дни. Опитът, житейските уроци и резултатите от работата си в „кулинарната кариера“ и споделя ежедневно в личния си блог. Хумористичния ѝ стил и свободен откровен език правят блога много популярен.
През 2005 г. мемоарите ѝ са издадени в книгата „Джули & Джулия: една година опасно готвене“. Тя става бестселър и я прави известна. През 2009 г. е по нейната книга и книгата на Джулия Чайлд е направен много успешния филм „Джули и Джулия“ с участието на Ейми Адамс, Мерил Стрийп, Крис Месина и Стенли Тучи.
През 2009 г. е удостоена с наградата „Льо Кордон Бльо“ от училището, което завършва Джулия Чайлд.
През 2009 г. е публикуван мемоарният ѝ роман „Cleaving“, в който тя описва сложния си семеен живот след издаването на първата ѝ книга.
Джули Пауъл живее със семейството си в Лонг Айлънд Сити, квартал на Ню Йорк.

## Произведения

### Самостоятелни романи
- Julie & Julia: 365 Days, 524 Recipes, 1 Tiny Apartment Kitchen (2005) – издаден и като „Julie and Julia: My Year of Cooking Dangerously“
Джули & Джулия: една година опасно готвене, изд.: Сиела, София (2012), прев. Гергана Стойчева
- Cleaving: a Story of Marriage, Meat, and Obsession (2009)

### Екранизации
- 2009 Джули и Джулия, Julie & Julia